# توبياس هاجر
توبياس هاجر (بالألمانية: Tobias Hager)‏ هو لاعب كرة قدم ألماني، ولد في 13 أغسطس 1973 في ألمانيا. شارك مع منتخب ألمانيا تحت 21 سنة لكرة القدم. أما مع النوادي، فقد لعب مع بايرن ميونخ الثاني ونادي أونترهاخينغ.

## وصلات خارجية
- توبياس هاجر على موقع بيانات كرة القدم. دي إي (الألمانية)
- توبياس هاجر على موقع عالم كرة القدم.نت (الإنجليزية)